# یواس‌اس آمارانتوس (۱۸۶۴)
یواس‌اس آمارانتوس (۱۸۶۴) (به انگلیسی: USS Amaranthus (1864)) یک کشتی بود که طول آن ۱۱۷ فوت (۳۶ متر) بود. این کشتی در سال ۱۸۶۴ ساخته شد.